# Лебуин из Фризии
Лебуин (умер около 773 года, Девентер) — апостол фризов, покровитель Девентера. Дни памяти — 12 ноября, 29 ноября (16 ноября по юлианскому календарю).
Святой Лебуин (Lebuinus, Lebuin, Lebwin, Liafwin(e)) по прозвищу виноградный лист был родом из Англии. Он был монахом из монастыря Рипон святого Уилфрида, епископа Йоркского. Вслед за великими проповедниками, святыми Бонифатием, Виллибрордом и другими, после рукоположения святой Лебуин отправился в Германию в 754 году. Он прибыл в Утрехт, где был принят святым Григорием, епископом Утрехтским. Тот направил святого Лебуина в Оверэйсел, что на границе с Вестфалией, дав ему в товарищи Мархельма (Marchelm, Marcellinus), будущего святого, ученика святого Виллиброрда. Там, в Вильпе (Wilp, Voorst, Wilpa) была воздвигнута небольшая часовня на западном берегу Эйсселя. Его молитвами многие обртились ко Христовой вере, в том числе - из дворян. Поэтому вскоре возникла необходимость строительства большого храма в Девентере, на восточном берегу реки.
Это вызвало недовольство среди язычников: собравшись, они сожгли храм и рассеяли христиан.
Святой Лебуин ходил к язычникам, собиравшимся в Маркло (Marklo) неподалёку от Везера на народное собрание (Allthing). Его выступление там в деталях описано в его Житии. Оно заслужило уважение вестфальских саксов, так что ему было позволено покинуть их собрание живым.
Святой Лебуин вернулся в Девентер, где восстановил церковь. Там он скончался и был в ней похоронен. Вскоре последовал набег саксов, которые вновь сожгли храм. Он был восстановлен святым Людгером.